# Anghiari
Anghiari – miejscowość i gmina we Włoszech, w regionie Toskania, w prowincji Arezzo.
Według danych na styczeń 2010 gminę zamieszkiwało 5858 osób przy gęstości zaludnienia 44,9 os./1 km².